# EC 2.4
La EC 2.4 è una sottoclasse della classificazione EC relativa agli enzimi. Si tratta di una sottoclasse delle transferasi che include in particolare le glicosiltransferasi..

## Sotto-sottoclassi
Esistono tre ulteriori sotto-sottoclassi, suddivise sulla base del tipo di gruppo glicosico che viene trasferito:
- EC 2.4.1: exosiltransferasi;
- EC 2.4.2: pentosiltransferasi;
- EC 2.4.99: trasferimento di altri gruppi glicosici.